# Popowce (rejon starokonstantynowski)
Popowce (ukr. Попівці) – wieś na Ukrainie w rejonie starokonstantynowskim obwodu chmielnickiego.
Prywatna wieś szlachecka, położona w województwie wołyńskim, w 1739 roku należała do klucza Konstantynów Lubomirskich.
Urodził się tu Leonard Szczęsny Zub-Zdanowicz